# De Stijl (musikgrupp)
De Stijl var ett svenskt garagerockband från Göteborg. Gruppnamnet är taget från De Stijl, en nederländsk konstgrupp som var aktiv i början av 1900-talet.
Gruppen kallades för ett nytt The Hives och jämfördes även med The Sonics. Den släppte sitt debutalbum Yeahvolution! 2002, vilket producerades av Björn Olsson (Soundtrack of Our Lives). Från skivan släpptes låten "Datetimes" som singel året efter. Samma år turnerade bandet i Tyskland tillsammans med Fireside.
Albumdebuten följdes upp med 2005 års Details. Från den skivan släpptes singeln "Queen Midas".

## Medlemmar
- Joakim Kaminsky – sång, gitarr
- Magnus Hansson – gitarr, sång
- Sara Karnehed – basgitarr
- Philip Gates – trummor

## Diskografi
Album
- 2002 – Yeahvolution! [3]
- 2005 – Details

Singlar
- 2003 – "Datetimes"
- 2005 – "Queen Midas"